# (12357) Toyako
(12357) Toyako est un astéroïde de la ceinture principale.

## Description
(12357) Toyako est un astéroïde de la ceinture principale. Il fut découvert le 16 septembre 1993 à Kitami par Kin Endate et Kazuro Watanabe. Il présente une orbite caractérisée par un demi-grand axe de 3,13 UA, une excentricité de 0,09 et une inclinaison de 11,2° par rapport à l'écliptique.

## Compléments